# Hainichen
Hainichen è una città di 8 448 abitanti della Sassonia, in Germania.
Appartiene al circondario della Sassonia Centrale.

## Storia
Il 1º gennaio 1999 alla città di Hainichen venne aggregato il comune di Schlegel.